# Tom T. Hall
Tom T. Hall, född 25 maj 1936 i Olive Hill i Carter County, Kentucky, död 20 augusti 2021 i Franklin, Tennessee, var en amerikansk countrysångare och låtskrivare. 
Hall slog igenom som låtskrivare 1963, då hans "DJ for a Day" inspelad av Jimmy Newman blev en hit. Hans debutsingel som inspelningsartist kom 1967, "I Washed My Face in the Morning Dew". Jeannie C. Riley hade 1968 en hit med Halls "Harper Valley P.T.A.", vilket även bidrog till att ge uppmärksamhet åt hans solokarriär. De följande åren hade han framgångar med låtar som "A Week in a Country Jail" (1969), "The Year Clayton Delaney Died" (1971), "(Old Dogs, Children and) Watermelon Wine" (1972) och "I Love" (1973). 
"(Old Dogs, Children and) Watermelon Wine" har av Alf Robertson översatts till svenska med titeln "Hundar och ungar och hembryggt äppelvin".
Tom T. Hall valdes 2008 in i Country Music Hall of Fame.

## Diskografi (urval)
Album
- 1969 – Ballad of Forty Dollars
- 1970 – Homecoming
- 1970 – I Witness Life
- 1971 – 100 Children
- 1971 – In Search of a Song
- 1972 – We All Got Together And...
- 1973 – For the People in the Last Hard Town
- 1973 – The Rhymer and Other Five and Dimers
- 1974 – Country Is
- 1974 – Songs of Fox Hollow (for Children of All Ages)
- 1975 – I Wrote a Song About It
- 1976 – Faster Horses
- 1976 – The Magnificent Music Machine
- 1977 – About Love
- 1978 – New Train - Same Rider
- 1978 – Places I've Done Time
- 1979 – Ol T's in Town
- 1983 – Everything From Jesus to Jack Daniels
- 1984 – Natural Dreams
- 1985 – Song in a Seashell
- 1995 – Country Songs for Children
- 1996 – Songs from Sopchoppy
- 1997 – Home Grown
- 1997 – A Soldier of Fortune

Singlar (topp 10 på Billboard Hot Country Songs)
- 1968 – "Ballad of Forty Dollars" (#4)
- 1969 – "Homecoming" (#5)
- 1969 – "A Week in a Country Jail" (#1)
- 1970 – "Shoeshine Man" (#8)
- 1970 – "Salute to a Switchblade" (#8)
- 1971 – "The Year Clayton Delaney Died" (#1)
- 1972 – "Me and Jesus" (#8)
- 1972 – "(Old Dogs, Children And) Watermelon Wine" (#1)
- 1973 – "Ravishing Ruby" (#3)
- 1973 – "I Love" (#1)
- 1974 – "That Song Is Driving Me Crazy" (#2)
- 1974 – "Country Is" (#1)
- 1974 – "I Care" (#1)
- 1975 – "Deal" (#8)
- 1975 – "I Like Beer" (#4)
- 1975 – "Faster Horses (The Cowboy and the Poet)" (#1)
- 1976 – "Fox on the Run" (#9)
- 1977 – "Your Man Loves You Honey" (#4)
- 1978 – "What Have You Got to Lose" (#9)
- 1980 – "The Old Side of Town" (#9)
- 1984 – "P.S. I Love You" (#8)